# Holtorfsloh
 (février 2019).
Holtorfsloh, jusqu'au 16 mars 1936 Holtorf, est un quartier de la commune allemande de Seevetal, dans l'arrondissement de Harbourg, Land de Basse-Saxe.

## Histoire
Holtorfsloh fusionne avec Seevetal le 1er juillet 1972.